# دهستان هالیالا
دهستان هالیالا (استونیایی: Haljala vald) یک دهستان در استونی است که در شهرستان لنه-ویرو واقع شده‌است.

## خصوصیات
دهستان هالیالا ۵۴۹ کیلومترمربع مساحت و ۴٬۲۹۷ نفر جمعیت دارد.